# Fournes-Cabardès
Fournes-Cabardès è un comune francese di 68 abitanti situato nel dipartimento dell'Aude nella regione dell'Occitania.

## Società

### Evoluzione demografica
Abitanti censiti